# Bulletalie
Een bulletalie is een stevige lijn, die bij langsgetuigde zeilschepen op ruime- en voordewindse koersen wordt gespannen tussen het uiteinde van de giek naar een vast punt op het voorschip. Tezamen met de grootschoot zorgt de bulletalie ervoor, dat de hoek die de giek met het schip maakt, niet kan veranderen.
Het doel van de lijn is het voorkomen van een (ongewilde) klapgijp.

## Uitvoeringsvormen
Van de bulletalie zijn allerlei uitvoeringsvormen bekend. Het kan een verbinding vanaf het midden van de giek naar een vast punt op het dek zijn, uitgevoerd met een sterke enkelvoudige lijn of met een takel of talie (daar komt de naam vandaan). Dit systeem heeft twee nadelen:
- De lijn moet handmatig, lopend over het dek, bevestigd worden. Bij overstag gaan moet de lijn los genomen worden en op het andere boord weer worden vast gezet. Dit is in een wilde zee niet zonder gevaar.
- Bij bevestiging aan het midden van de giek kunnen de dwarskrachten op de giek te groot worden, met buigen of breken tot gevolg.

## Bulletalie altijd beschikbaar
Een andere uitvoering is die met twee lange lijnen die permanent aan het eind van de giek bevestigd zijn. Zie de figuur.
De lijnen, rood en groen, worden allebei aan het eind van de giek bevestigd en vervolgens buiten de verstaging om naar een 2-schijfs keerblok op het voordek geleid. Na het keerblok gaan de lijnen, weer om de verstaging heen, naar keerblokken op het achterschip en vandaar naar de schootlieren of naar een kikker. 
Bij gebruik van de bulletalie wordt de juiste lijn doorgehaald en met de lier strak gezet. De strakke lijn loopt om de verstaging heen.   Bij gijpen wordt de grootschoot ingehaald, één bulletalie gevierd en de andere ingehaald en doorgezet. Tijdens het gijpen blijft de giek voortdurend onder controle. 
Buiten gebruik liggen de lijnen slap vanaf het giekeinde naar beneden en langs de voetrail naar voren.